# Crocodile Clips
Crocodile Clips és un programa desenvolupat per Crocodile Clips Ltd. entre 1993 i 2001 que permet dissenyar i simular circuits electrònics amb un entorn gràfic dinàmic (permet fer modificacions i observar les conseqüències a la mateixa simulació) i portable. Aquesta eina pot utilitzar-se en els cursos d'ESO i de Batxillerat. Actualment l'oferta de programes educatius emuladors desenvolupats per Crocodile Clips Ltd. queden englobats sota el nom comercial de Yenka, de la companyia Sumdog Ltd, i inclou especialitats de matemàtiques, ciència i tecnologia diverses.